# 佐韦梭
佐韦梭（1962年—）是緬甸的骨外科醫師、教授與政治人物，現為仰光第一医科大学校長與反政變的緬甸民族團結政府教育部長兼衛生部長。

## 生平
佐韦梭於1986年自仰光第二医科大学獲內外全科醫學士（M.B.B.S）學位，在敏建的地區醫院擔任外科助理醫師，隨後至英國見習，2000年歸國後在仰光總醫院與仰光骨科醫院擔任骨外科醫師，2014年至2015年擔任仰光第二医科大学校長，2015年5月起擔任仰光第一医科大学校長，為緬甸脊椎手術與急診醫學的先驅，並曾主導緬甸16座醫學大學的教育改革。
2019年佐韋梭成為緬甸校長協會的主席。2020年，佐韋梭為仰光地區COVID-19疫情防疫與治療委員會的副主席，為當地防疫工作的負責人之一。
2021年緬甸軍事政變後佐韋梭曾被軍方拘留兩小時，3月他獲反軍方的緬甸聯邦議會代表委員會提名為緬甸民族團結政府教育部長、衛生部長兼勞動與移民部長，4月16日上任教育部長兼衛生部長。